# Anomala anacantha
Anomala anacantha är en skalbaggsart som beskrevs av Ohaus 1915. Anomala anacantha ingår i släktet Anomala och familjen Rutelidae. Inga underarter finns listade i Catalogue of Life.